# Kartaši (Caravaggio)
Kartaši (talijanski: I Bari) je ulje na platnu talijanskog baroknog slikara Michelangela Merisija da Caravaggia. 

## Opis
Tema slike je genre-scena kartanja, kakve su već bile poznate u nizozemskom slikarstvu (npr. Pieter Jansz. Pourbus), no kao i u slučaju njegove nešto ranije genre-slike Gatanje nitko prije nije toj vrsti slikarstva dao važnost koju je ono imalo za Caravaggia.
Kartaši su prva Caravaggiova slika s tri lika, koja posjeduje i druge venecijanske odlike: format, osvjetljenje i prikaz likova u poluprofilu.
Slika prikazuje dva mladića koji se kartaju, dok treći lik, sredovječni muškarac, ne sudjeluje u samoj igri, ali sudjeluje u prijevari u koju se ta igra pretvorila.
Mladić s lijeve strane, odjeven u crno, opušteno gleda u svoje karte, naivno ne sluteći splatku u koju je upao. 
Njegove karte naime gleda sredovječni muškarac zloćudnog pogleda, koji prstima drugom mladome igraču, onome u smeđoj odjeći s desne strane, signalitira koje karte naivni mladić drži u rukama i koji potez mu valja odigarti u igri koja se pretvorila u namještaljku. 
Mladi sudionik splatke jednu ruku drži na stolu, dok drugom iza pojasa izvlači kartu koju je tamo zataknuo očito unaprijed sa sredovječnim muškarcem dogovorivši prijevaru. 
Psihološka karakretizacija i modelacija likova ostvarena je vrlo suptilno, kulminirajući u dramatičnim kontrastom između smirenosti naivnoga mladića i napetosti dvojice varalica koji su, sudeći po bodežu onog mlađeg koji se nalazi u prvom planu slike, očito spremni na apsolutno sve kako bi uništili svoju žrtvu. Taj bodež istodobno kao da viri iz slike i probija granicu između prostora slike i prostora nas kao promatrača, uvodeći nas time u žarište drame koja je upravo dosegla svoj vrhunac. 

## Stilske odlike
Kartaši su, kao i Gatanje, odličan primjer Caravaggiove vjernosti prirodi i životu, kojom je dokinuo okoštale i već odavna beživotne, blazirane manirističke formule, uvodeći u slikarstvo na velika vrata momke iz polusvijeta i slične likove (zbog čega je još za života bio optužen za vulgarizaciju umjetnosti) istodobno napuštajući i sve druge važeće slikarske konvencije koje su se odnosile na uporabu perspektive, kompozicije, impostaciju figura, omjere i osvjetljenje. Ono ovdje, istina, još posjeduje dašak svjetlosnih iskustva slikarevih venecijsnskih uzora, ali će ih Caravaggio svega nekoliko godina kasnije posve napustiti.
Valja međutim napomenuti da glasoviti Caravaggiov realizam, prisutan i na Kartašima, često nije pravi, nego prije kazališni realizam.
Rengenska snimka slike pokazala je brojne ispravke - pentimente, koji dokazuju da Caravaggio ni za ovu sliku, kao ni za većinu ostalih, nije koristio pripremne skice.

## Vlasništvo slike
Nije poznato za koga je Caravaggio izvorno naslikao Kartaše. Neki smatraju da je to prva slika koju je naslikao za kardinala del Montea, kod kojeg je živio nekoliko godina. Slika je nakon kardinalove smrti prešla u vlasništvo obitelji Colona (moglo je se vidjeti u Galeriji Sciarra), nakon čega je bila izgubljena gotovo čitavo stoljeće. Danas se nalazi u Kimbell Art Museum u Teksasu, koji čuva i jedno od najznačajnijih djela caravaggista nastalih po uzoru na ovo često, više ili manje kreativno imitirano Caravaggiovo djelo – Varalice na kartama Georgesa de la Toura.

## Londonska inačica "Kartaša"
Poznato je da je Caravaggio u nekoliko navrata, vjerojatno zbog želja naručitelja koje nije smio odbiti i/ili zbog kronične besparice u kojoj se nalazio sredinom 1590.-tih, nakon napuštanja radionice Cavaliere d`Arpina, slikao replike svojih slika. Radilo se o „kreativnim kopijama“, koje nikada nisu bile posve istovjetne izvorniku. Na taj način Caravaggio je „umnožio“ Dječaka kojeg je ugrizao gušter, Svirača na lutnji i Gatanje, no sve donedavno se smatralo da je time popis Caravaggiovih replika iscrpljen.  
Pred nekoliko godina je međutim otkriveno da je na sličan način Caravaggio načinio i repliku Kartaša, koju je otkrio britanski kolekcionar i povjesničar umjetnosti, dobar poznavatelj Caravaggiova djela sir Denis Mahon (1910. – 2011.). On je sliku koja se prodavala preko aukcijske kuće Sotheby`s u prosincu 2006. kupio kao kopiju nepoznatog umjetnika po Caravaggiu za 42.000 GBP, sluteći od početka da je možda riječ o djelu samog majstora, jer je slika potjecala iz zbirke u kojoj se ranije nalazio jedan izvorni Caravaggio.
Mahonova intuicija se pokazala posve točnom. Analiza slike pokazala je, među ostalim, tragove finog pijeska u boji, što je bio autorov „zaštitni znak“. No, konačni dokaz da je doista riječ o Caravaggiu dala je rengenska snimka koja je pokazala da je lice jednog od varalica bilo u cijelosti naslikano, prije nego što je slikar preko njega preslikao šešir. Taj preslik -  pentimento - konačan je dokaz da je Mahonova slika zapravo Caravaggiov original, jer slikar-kopist u svojem radu nikada ne radi takve kreativne izmjene.
Mahonova slika, koju je vlasnik prije smrti posudio londonskom Muzeju reda sv. Ivana, kojem je Caravaggio za svog boravka na Malti 1608. nekoliko mjeseci bio članom ponešto se razlikuje od drugog, po svemu sudeći kasnijeg izvornika koji se sada nalazi u Kimbell Art Museumu u Teksasu.
Prije svega, na londonskoj slici likovi su smješteni u nešto veći prostor, i njihova lica su nešto svjetlija, osobito lice sredovječnog varalice. Smanjenjem prostora i zatamnjenjem lica tj. pojačavanjem chiaroscura Caravaggio je u kasnijoj inačici očito nastojao pojačati dramatski efekt. 
Priča o Mahonovu otkriću Caravaggiova izvornika dobila je i svoj sudski epilog, nakon što je prijašnji vlasnik slike, Lancelot Thwaytes tužio aukcijsku kuću Sotheby`s zbog toga što je njegovog izvornog Caravagga, vrijednog 10.000.000 GBP prodala kao kopiju za svega 42.000 GBP. Sud je presudio u korist velike aukcijske kuće, cinično obrazlažući svoju presudu riječima da se Sotheby`s oslonio na ekspertizu kvalificiranih stručnjaka, te je temeljem nje došao do (pogrešnog) zaključka da slika koju je prodavao nije izvorni Caravaggio.